# Pézilla-de-Conflent
Pézilla-de-Conflent  est une commune française, située dans le nord du département des Pyrénées-Orientales en région Occitanie. Ses habitants sont appelés les Pézillanais. Sur le plan historique et culturel, la commune est dans le Fenouillèdes, une dépression allongée entre les Corbières et les massifs pyrénéens recouvrant la presque totalité du bassin de l'Agly.
Exposée à un climat océanique altéré, elle est drainée par la Desix. La commune possède un patrimoine naturel remarquable composé de trois zones naturelles d'intérêt écologique, faunistique et floristique.
Pézilla-de-Conflent est une commune rurale qui compte 37 habitants en 2022, après avoir connu un pic de population de 249 habitants en 1836. Elle fait partie de l'aire d'attraction de Perpignan. Ses habitants sont appelés les Pézillanais ou  Pézillanaises.

## Géographie

### Localisation
La commune de Pézilla-de-Conflent se trouve dans le département des Pyrénées-Orientales, en région Occitanie.
Elle se situe à 34 km à vol d'oiseau de Perpignan, préfecture du département, à 14 km de Prades, sous-préfecture, et à 32 km de Rivesaltes, bureau centralisateur du canton de la Vallée de l'Agly dont dépend la commune depuis 2015 pour les élections départementales.
La commune fait en outre partie du bassin de vie d'Ille-sur-Têt.
Les communes les plus proches sont : 
Prats-de-Sournia (1,9 km), Feilluns (2,6 km), Trilla (3,0 km), Sournia (3,4 km), Campoussy (3,7 km), Ansignan (3,7 km), Le Vivier (4,4 km), Trévillach (5,2 km).
Sur le plan historique et culturel, Pézilla-de-Conflent fait partie du Fenouillèdes, une dépression allongée entre les Corbières et les massifs pyrénéens recouvrant la presque totalité du bassin de l'Agly. Ce territoire est culturellement une zone de langue occitane.

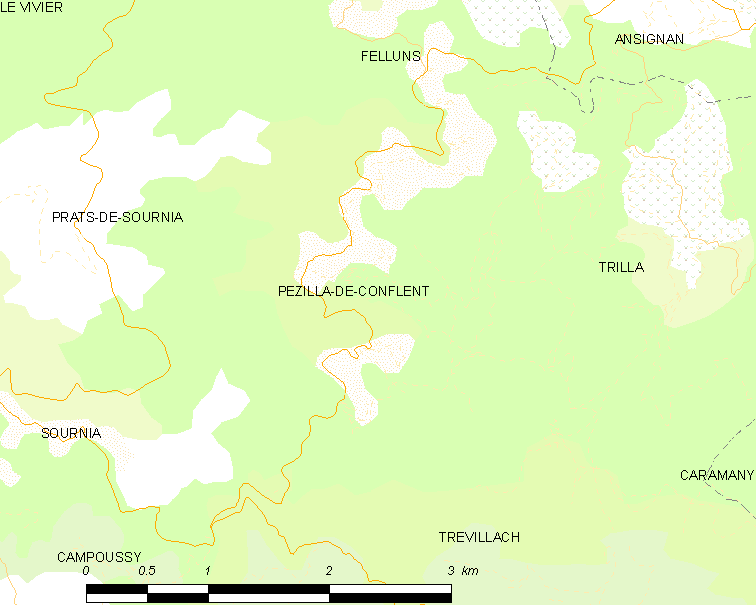
Situation de la commune.

|                  | Feilluns            |        |
| Prats-de-Sournia | Pézilla-de-Conflent | Trilla |
|                  | Trévillach          |        |

### Géologie et relief

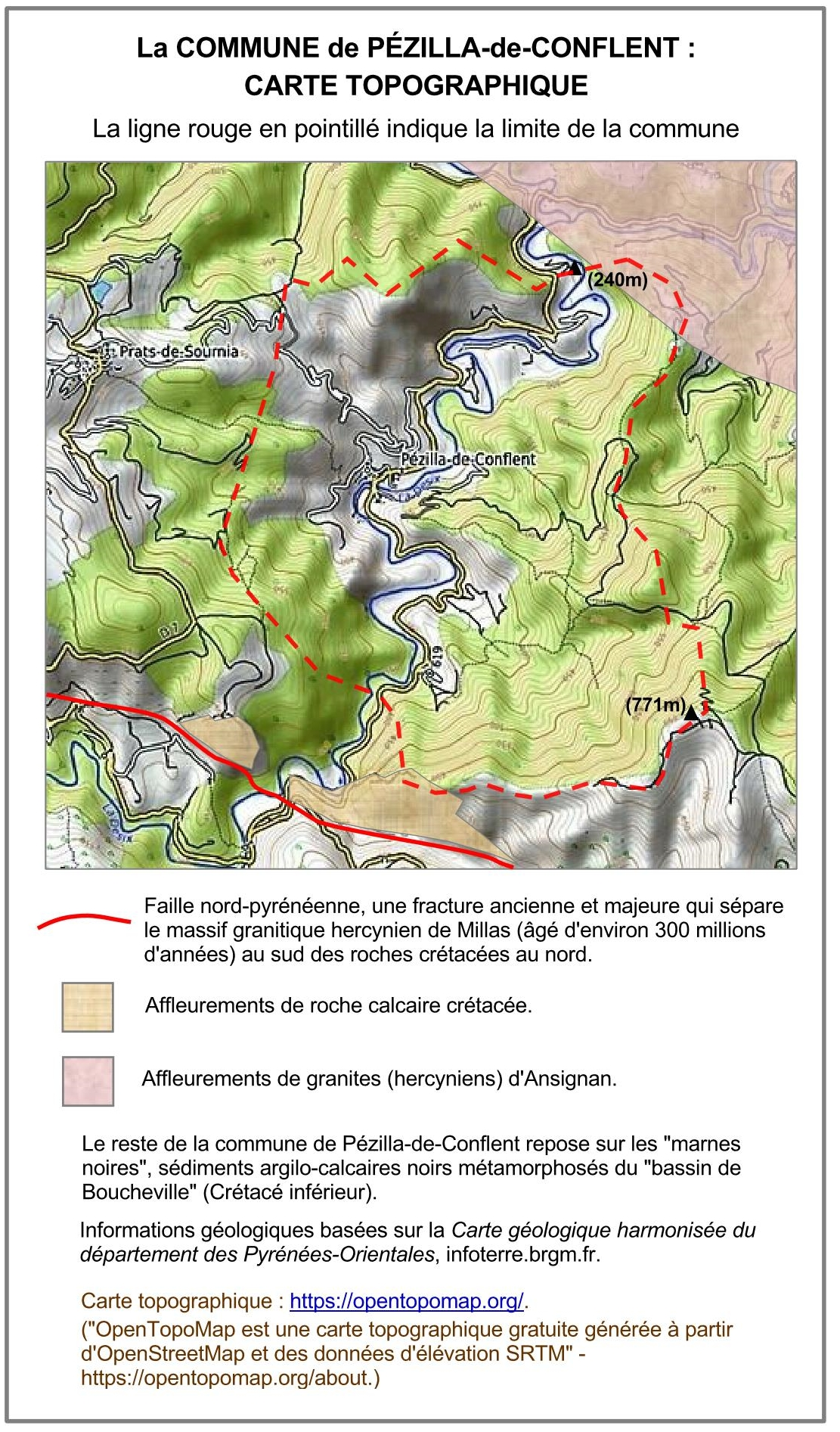

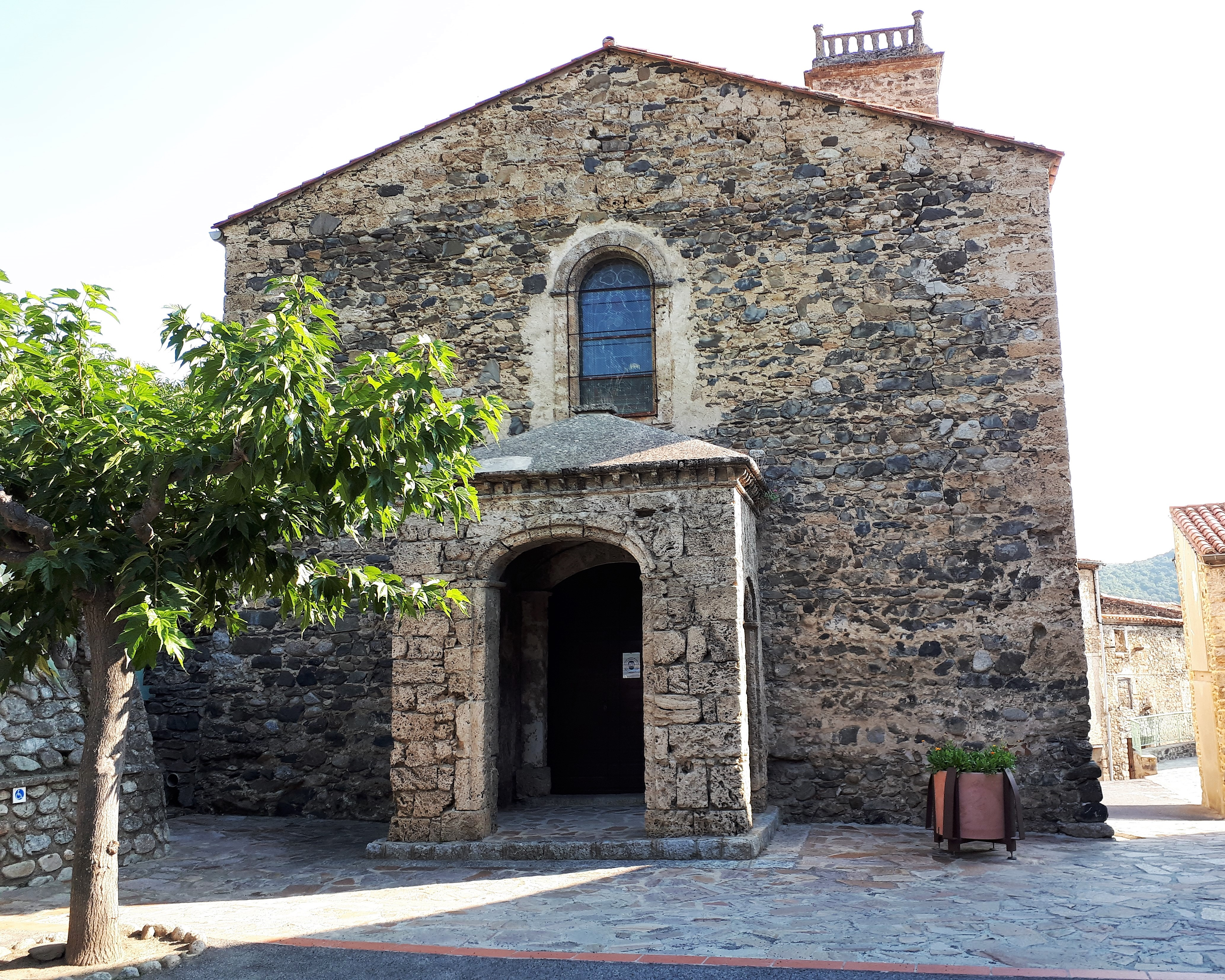
L'église Saint-André de Pézilla-de-Conflent

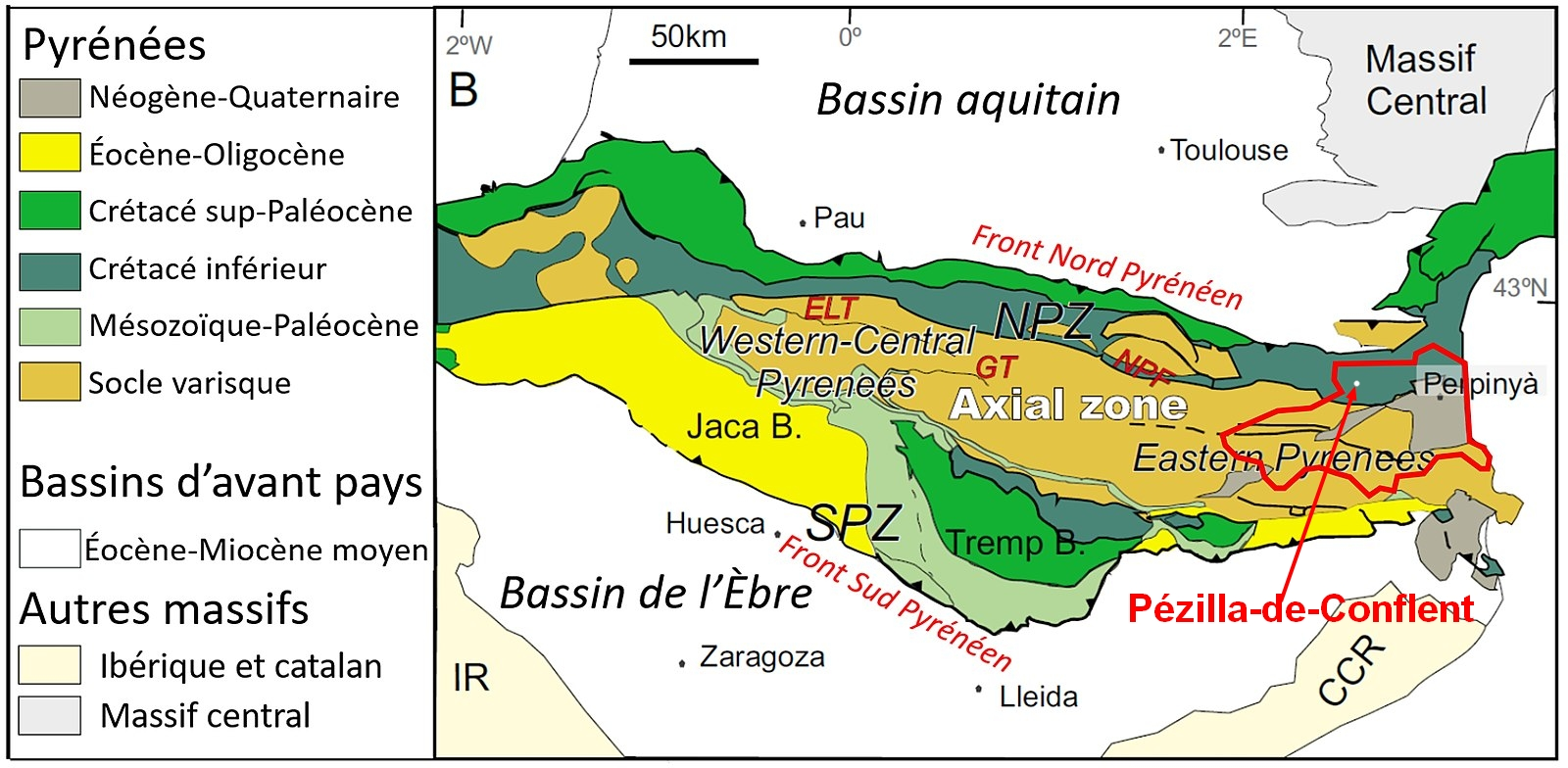
Pézilla-de-Conflent : situation. (NPF: Faille Nord-Pyrénéenne; NPZ: Zone Nord-Pyrénéenne)

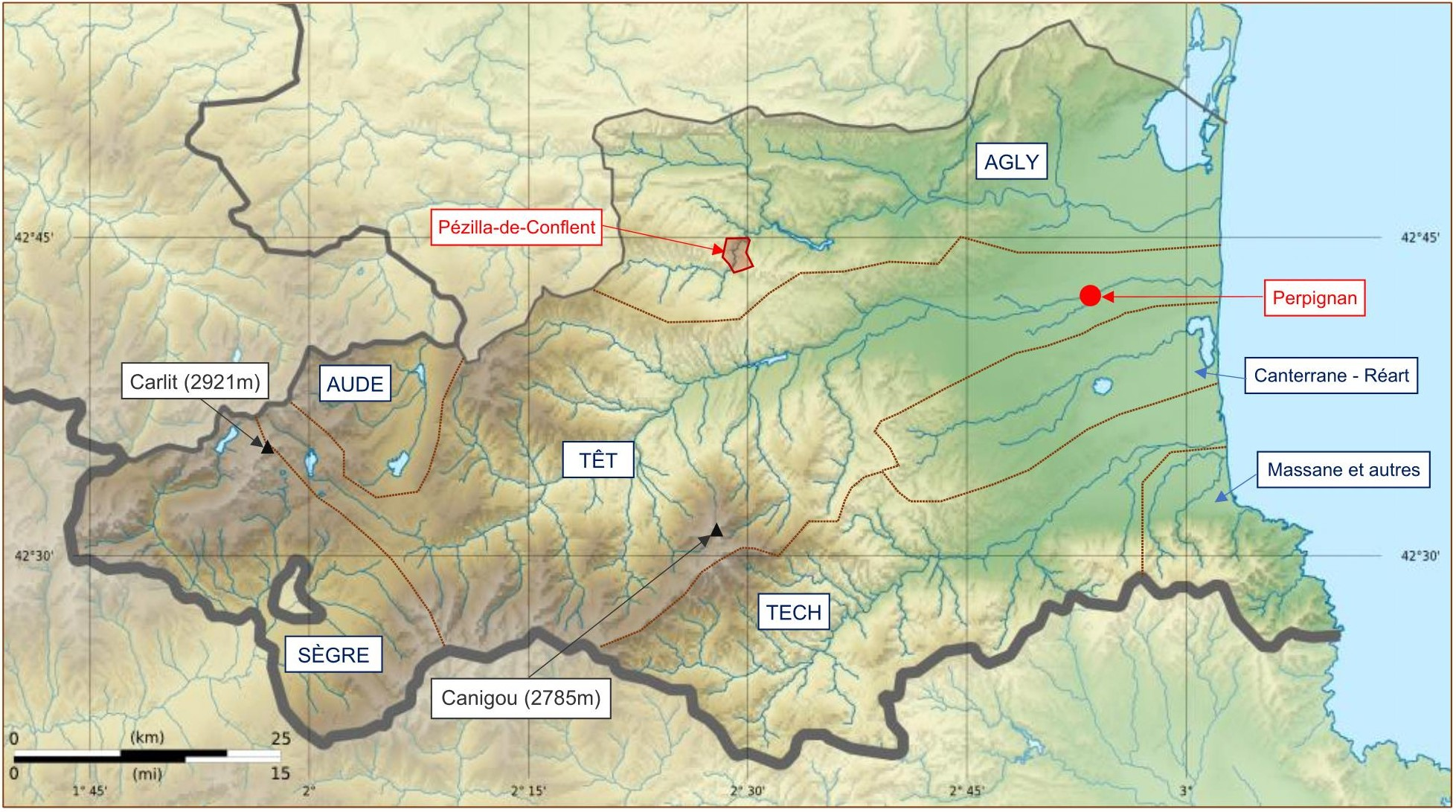
Pézilla-de-Conflent sur une carte topographiqe des Pyrénées-Orientales.

Selon la carte géologique harmonisée du département, la commune de Pézilla-de-Conflent est presque entièrement sous-tendue de "marnes métamorphiques". Il s'agit de sédiments argilo-calcaires déposés dans un bassin marin (le "bassin de Boucheville") il y a environ 100 millions d'années (Crétacé inférieur). Ils ont été métamorphosés à haute température plus tard dans la Crétacé. Le métamorphisme a rendu la roche particulièrement dure. Cette roche, dure et souvent sombre, est utilisée dans plusieurs constructions du village, comme l'église.
Le coin le plus au nord-est de la commune est sous-tendu d'un affleurement de Granite d'Ansignan, un granite âgé d'environ 300 millions d'années "porphiroïde sombre à biotite".
La limite sud de la commune touche un affleurement de roche calcaire crétacée ("Roc Blanc"). Immédiatement au sud de cet affleurement se trouve la faille nord-pyrénéenne, une fracture ancienne et majeure qui sépare le massif granitique de Millas (lui-mémé aussi âgé d'environ 300 millions d'années) au sud des roches crétacées au nord. Cette faille suit approximativement le tracé de la route D619-D2 entre Sournia et Trevillach.
Les roches de la commune ont été très déformées pendant la période de construction de la chaine pyrénéenne, il y a environ 60 millions d'années (Eocène). La commune se trouve dans la zone nord-pyrénéenne de la chaîne des Pyrénées (c'est-à-dire la partie de la chaîne qui se trouve au nord de la faille nord-pyrénéenne).
Le point culminant de Pézilla-de-Conflent (près de la limite sud-est de la commune) est à 771 mètres d'altitude. Le point le plus bas (dans la vallée de la Desix, à l'extrémité nord de la commune) est à 240 mètres. Le terrain est partout vallonné. Depuis les hauteurs à l'est et à l'ouest du village, de petits vallons (qui contiennent les sources du bassin versant de l'Agly) descendent rapidement jusqu'à la vallée de la Desix. Cette dernière, profondément encaissée, traverse elle-même la commune du sud au nord.

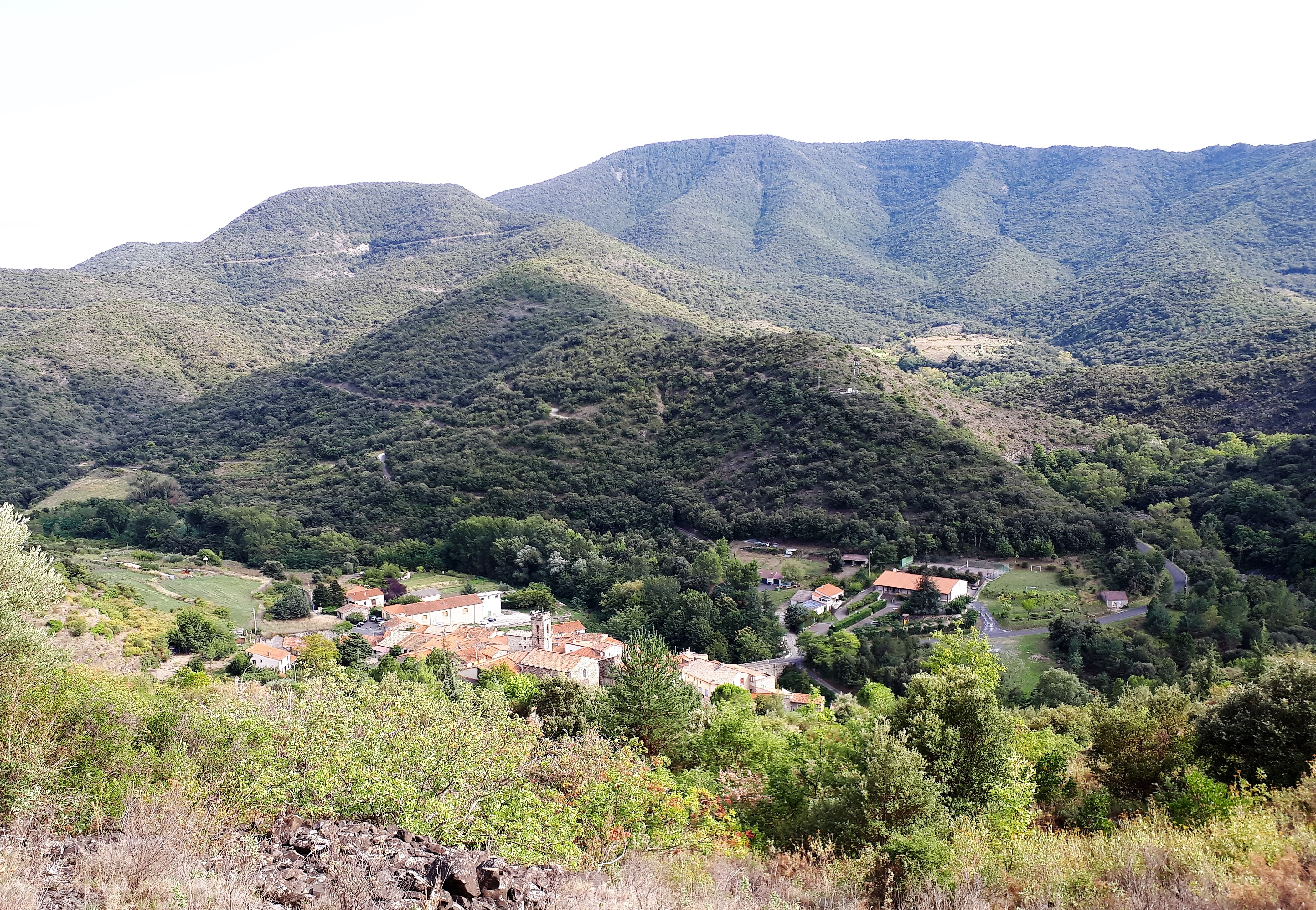
Pézilla-de-Conflent dans la vallée de la Desix.

La commune est classée en zone de sismicité 3, correspondant à une sismicité modérée,.

### Hydrographie
La commune est traversée du sud vers le nord par la rivière Desix.

### Climat
Pour des articles plus généraux, voir Climat de l'Occitanie et Climat des Pyrénées-Orientales.
En 2010, le climat de la commune est de type climat du Bassin du Sud-Ouest, selon une étude du CNRS s'appuyant sur une série de données couvrant la période 1971-2000. En 2020, Météo-France publie une typologie des climats de la France métropolitaine dans laquelle la commune est exposée à un climat de montagne ou de marges de montagne et est dans la région climatique Pyrénées orientales, caractérisée par une faible pluviométrie, un très bon ensoleillement (2 600 h/an), un air sec, particulièrement en hiver et peu de brouillards.
Pour la période 1971-2000, la température annuelle moyenne est de 13,4 °C, avec une amplitude thermique annuelle de 15 °C. Le cumul annuel moyen de précipitations est de 817 mm, avec 7,5 jours de précipitations en janvier et 4,4 jours en juillet. Pour la période 1991-2020, la température moyenne annuelle observée sur la station météorologique la plus proche, située sur la commune de Saint-Paul-de-Fenouillet à 8 km à vol d'oiseau, est de 14,7 °C et le cumul annuel moyen de précipitations est de 765,9 mm,. Pour l'avenir, les paramètres climatiques de la commune estimés pour 2050 selon différents scénarios d’émission de gaz à effet de serre sont consultables sur un site dédié publié par Météo-France en novembre 2022.

### Milieux naturels et biodiversité
L’inventaire des zones naturelles d'intérêt écologique, faunistique et floristique (ZNIEFF) a pour objectif de réaliser une couverture des zones les plus intéressantes sur le plan écologique, essentiellement dans la perspective d’améliorer la connaissance du patrimoine naturel national et de fournir aux différents décideurs un outil d’aide à la prise en compte de l’environnement dans l’aménagement du territoire.
Deux ZNIEFF de type 1 sont recensées sur la commune :
les « garrigues de Sournia et grotte du Desix » (731 ha), couvrant 4 communes du département et 
le « massif du Sarrat d'Espinets » (1 772 ha), couvrant 6 communes du département
et une ZNIEFF de type 2, : 
le « massif du Fenouillèdes » (34 157 ha), couvrant 40 communes dont une dans l'Aude et 39 dans les Pyrénées-Orientales.

Carte des ZNIEFF de type 1 et 2 à Pézilla-de-Conflent.
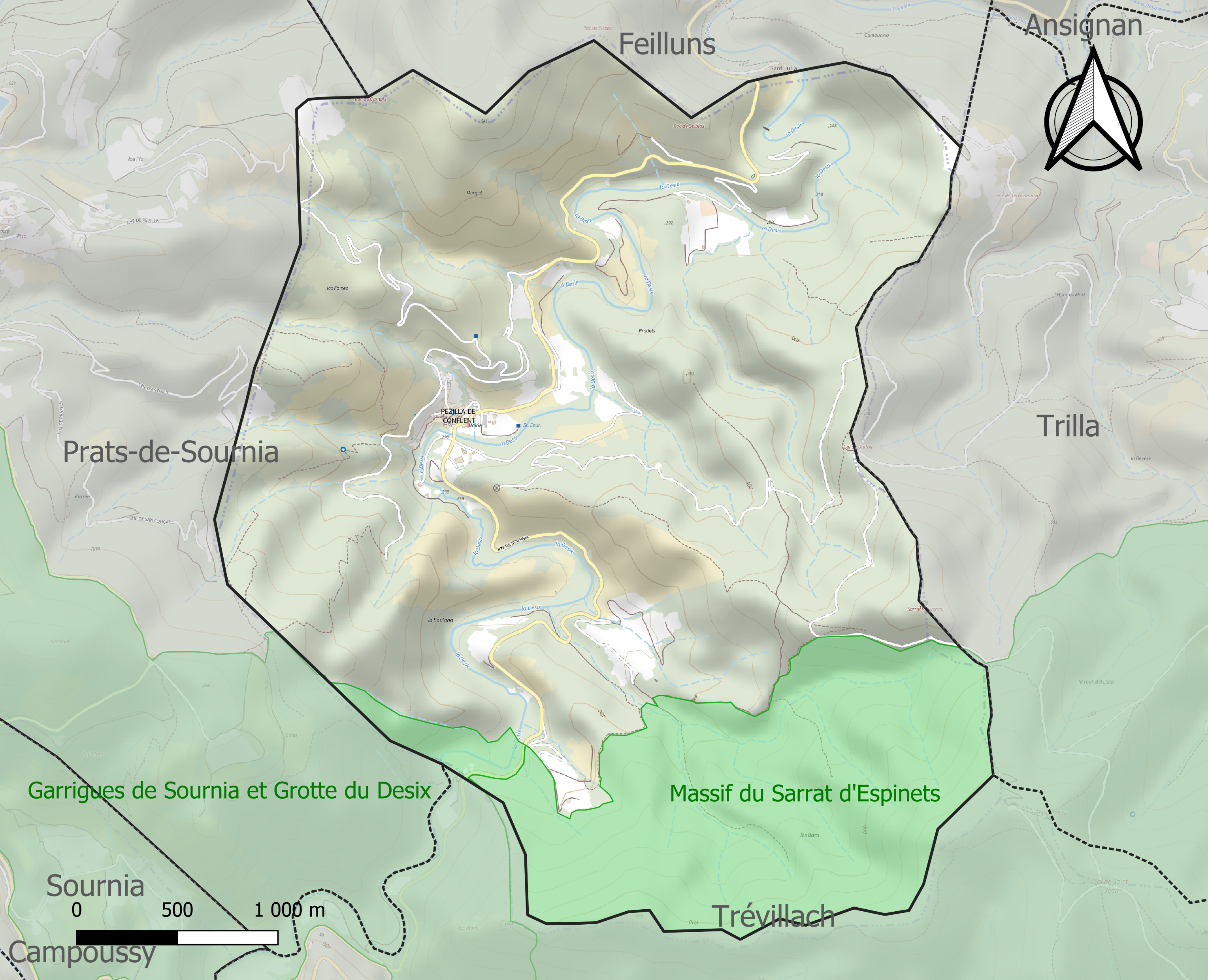
Carte des ZNIEFF de type 1 sur la commune.
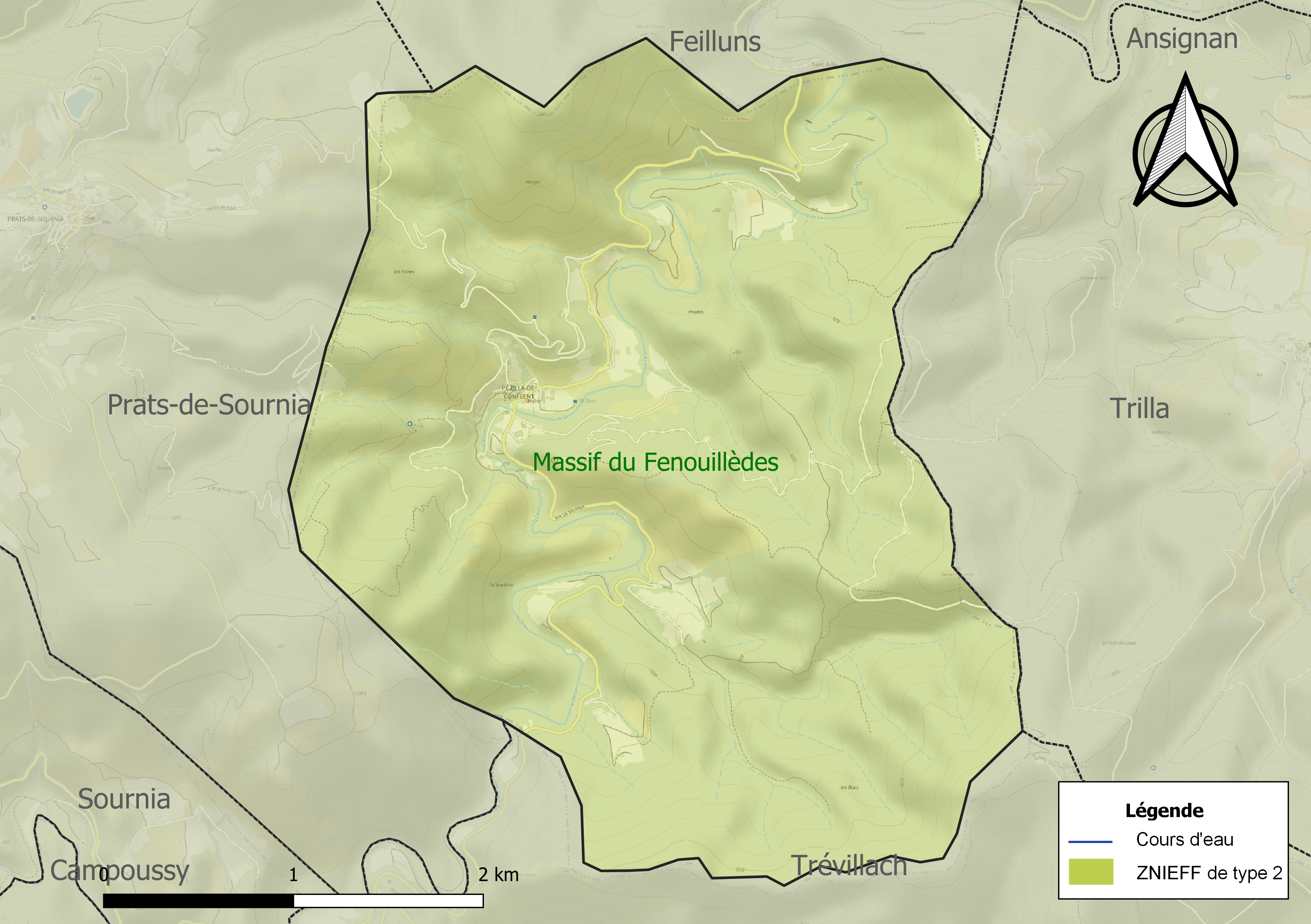
Carte de la ZNIEFF de type 2 sur la commune.

## Urbanisme

### Typologie
Au 1er janvier 2024, Pézilla-de-Conflent est catégorisée commune rurale à habitat très dispersé, selon la nouvelle grille communale de densité à sept niveaux définie par l'Insee en 2022.
Elle est située hors unité urbaine. Par ailleurs la commune fait partie de l'aire d'attraction de Perpignan, dont elle est une commune de la couronne,. Cette aire, qui regroupe 118 communes, est catégorisée dans les aires de 200 000 à moins de 700 000 habitants,.

### Occupation des sols
L'occupation des sols de la commune, telle qu'elle ressort de la base de données européenne d’occupation biophysique des sols Corine Land Cover (CLC), est marquée par l'importance des forêts et milieux semi-naturels (84,2 % en 2018), une proportion sensiblement équivalente à celle de 1990 (84,3 %). La répartition détaillée en 2018 est la suivante : 
forêts (59,2 %), milieux à végétation arbustive et/ou herbacée (25 %), zones agricoles hétérogènes (15,4 %), cultures permanentes (0,3 %). L'évolution de l’occupation des sols de la commune et de ses infrastructures peut être observée sur les différentes représentations cartographiques du territoire : la carte de Cassini (XVIIIe siècle), la carte d'état-major (1820-1866) et les cartes ou photos aériennes de l'IGN pour la période actuelle (1950 à aujourd'hui).

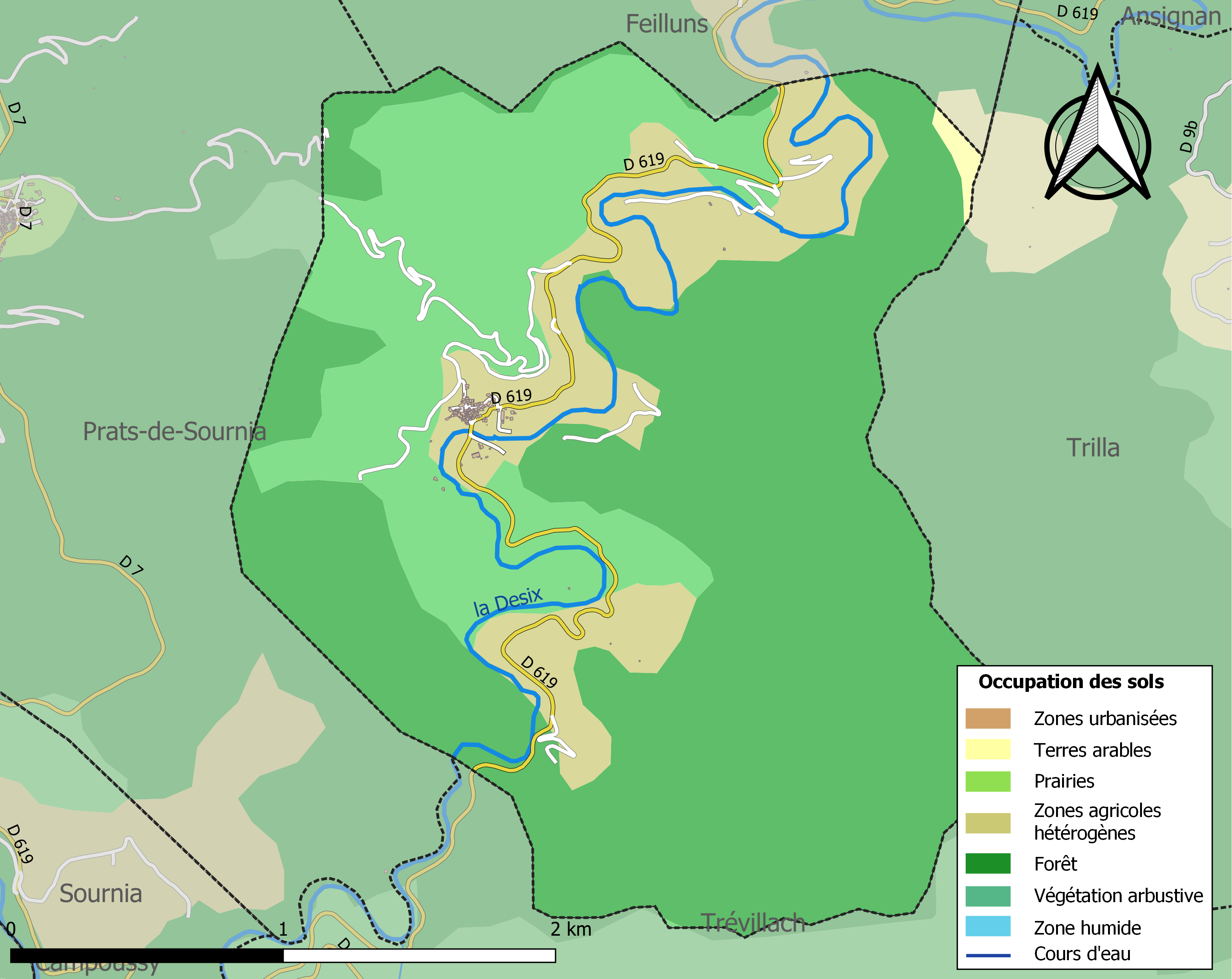
Carte des infrastructures et de l'occupation des sols de la commune en 2018 (CLC).

### Voies de communication et transports
La commune est traversée du sud vers le nord par la route départementale 619.

### Risques majeurs
Le territoire de la commune de Pézilla-de-Conflent est vulnérable à différents aléas naturels : inondations, climatiques (grand froid ou canicule), feux de forêts, mouvements de terrains et séisme (sismicité modérée). Il est également exposé à un risque particulier, le risque radon,.

#### Risques naturels

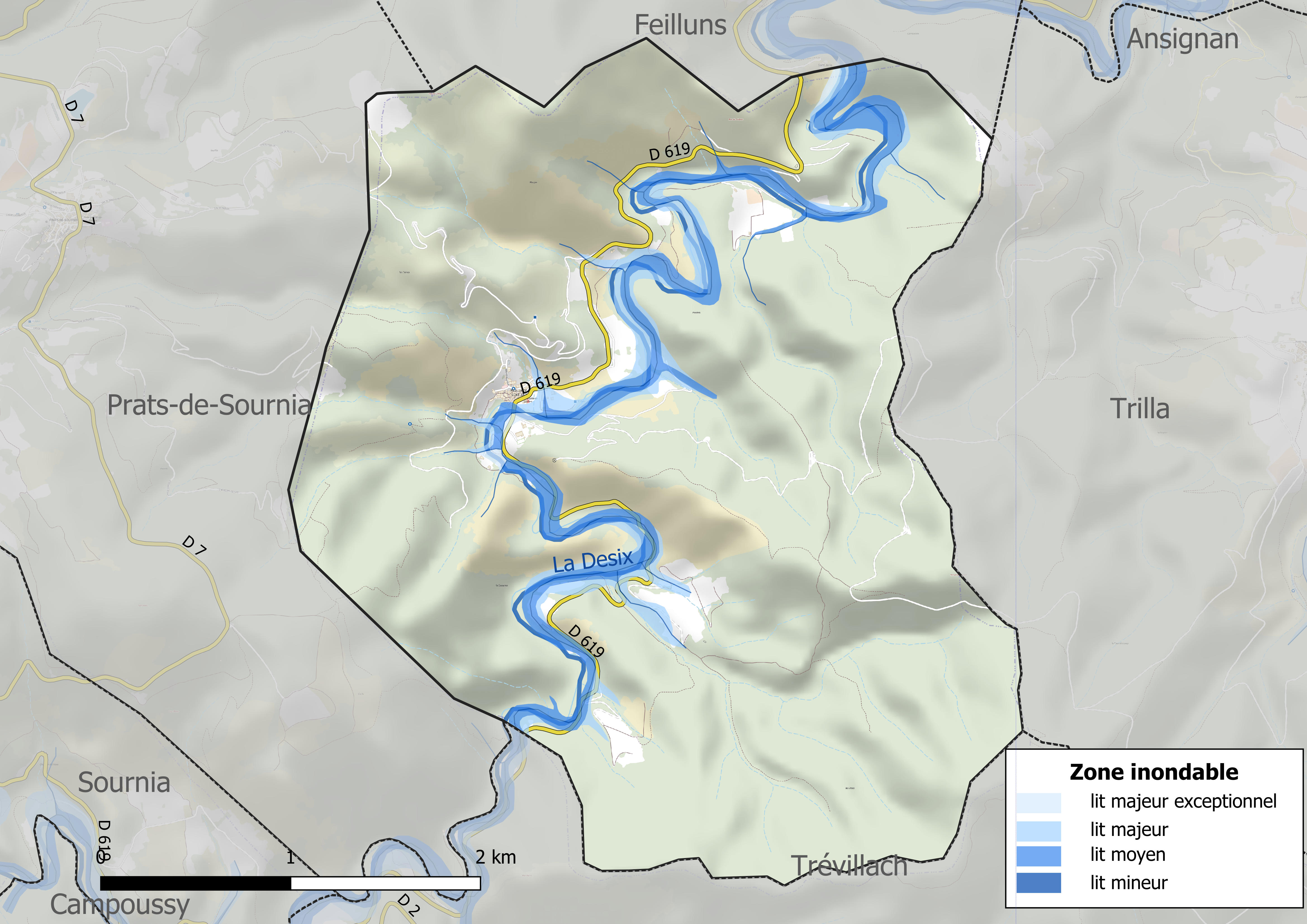
Zones inondables de la commune de Pézilla-de-Conflent.

Certaines parties du territoire communal sont susceptibles d’être affectées par le risque d’inondation par crue torrentielle de cours d'eau du bassin de l'Agly.
Les mouvements de terrains susceptibles de se produire sur la commune sont soit des glissements de terrains, soit des chutes de blocs, soit des effondrements liés à des cavités souterraines.. L'inventaire national des cavités souterraines permet par ailleurs de localiser celles situées sur la commune

#### Risque particulier
Dans plusieurs parties du territoire national, le radon, accumulé dans certains logements ou autres locaux, peut constituer une source significative d’exposition de la population aux rayonnements ionisants. Toutes les communes du département sont concernées par le risque radon à un niveau plus ou moins élevé. Selon la classification de 2018, la commune de Pézilla-de-Conflent est classée en zone 3, à savoir zone à potentiel radon significatif.

## Toponymie
En occitan, le nom de la commune est Pesilhan de Conflent.
Le village est cité en 974 sous le nom Poziliano in Fenoliotense (Pozilian en Fenouillèdes). Durant le Moyen Âge, alors que le Fenouillèdes est rattaché au comté de Conflent et afin de le distinguer d'un autre Pézilla situé en Roussillon, celui-ci est parfois nommé Pézilla « de Conflent ».

## Histoire
En 948, Pézilla est cité dans une charte de donation de l'abbaye de Saint-Martin-Lys. Il s'agit alors d'une communauté comprise dans la juridiction de Prats (aujourd'hui Prats-de-Sournia). La culture de la vigne et de l'olivier est attestée à cette époque. Son territoire fait alors partie de la vicomté de Fenouillèdes. En 974, le pape Benoit VI confirme la possession de l'église Saint-André de Pézilla au Monastère de Sant Pere de Rodes en Catalogne.

## Politique et administration

### Liste des maires
| Période   | Période  | Identité       | Étiquette | Qualité |
| --------- | -------- | -------------- | --------- | ------- |
|           |          |                |           |         |
| 1929      | 1975     | Jean Gandou    |           |         |
| 1975      | 2001     | Étienne Capela |           |         |
| mars 2001 | 2008     | Albert Gandou  |           |         |
| mars 2008 | 2020     | Louis Borras,  |           |         |
| 2020      | En cours | Hervé Benet    |           |         |

## Population et société

### Démographie ancienne
La population est exprimée en nombre de feux (f) ou d'habitants (H).
| 1709 | 1720 | 1774 | 1788  | 1789 |
| ---- | ---- | ---- | ----- | ---- |
| 55 f | 39 f | 61 f | 270 H | 33 f |

### Démographie contemporaine
L'évolution du nombre d'habitants est connue à travers les recensements de la population effectués dans la commune depuis 1793. Pour les communes de moins de 10 000 habitants, une enquête de recensement portant sur toute la population est réalisée tous les cinq ans, les populations de référence des années intermédiaires étant quant à elles estimées par interpolation ou extrapolation. Pour la commune, le premier recensement exhaustif entrant dans le cadre du nouveau dispositif a été réalisé en 2004.

En 2022, la commune comptait 37 habitants, en évolution de −26 % par rapport à 2016 (Pyrénées-Orientales : +3,92 %, France hors Mayotte : +2,11 %).
| 1793 | 1800 | 1806 | 1821 | 1831 | 1836 | 1841 | 1846 | 1851 |
| ---- | ---- | ---- | ---- | ---- | ---- | ---- | ---- | ---- |
| 184  | 167  | 181  | 200  | 220  | 249  | 231  | 226  | 216  |

| 1856 | 1861 | 1866 | 1872 | 1876 | 1881 | 1886 | 1891 | 1896 |
| ---- | ---- | ---- | ---- | ---- | ---- | ---- | ---- | ---- |
| 227  | 230  | 218  | 221  | 215  | 200  | 171  | 175  | 154  |

| 1901 | 1906 | 1911 | 1921 | 1926 | 1931 | 1936 | 1946 | 1954 |
| ---- | ---- | ---- | ---- | ---- | ---- | ---- | ---- | ---- |
| 176  | 176  | 163  | 129  | 120  | 127  | 120  | 78   | 83   |

| 1962 | 1968 | 1975 | 1982 | 1990 | 1999 | 2004 | 2006 | 2009 |
| ---- | ---- | ---- | ---- | ---- | ---- | ---- | ---- | ---- |
| 87   | 75   | 62   | 69   | 52   | 50   | 47   | 48   | 59   |

| 2014 | 2019 | 2022 | - | - | - | - | - | - |
| ---- | ---- | ---- | - | - | - | - | - | - |
| 51   | 40   | 37   | - | - | - | - | - | - |

| selon la population municipale des années : | 1968 | 1975 | 1982 | 1990 | 1999 | 2006 | 2009 | 2013 |
| Rang de la commune dans le département      | 197  | 198  | 179  | 192  | 210  | 209  | 197  | 202  |
| Nombre de communes du département           | 232  | 217  | 220  | 225  | 226  | 226  | 226  | 226  |

### Manifestations culturelles et festivités
- Fête communale : avant-dernier samedi d'août[42].

## Économie

### Emploi
|                | 2008   | 2013   | 2018   |
| -------------- | ------ | ------ | ------ |
| Commune        | 5 %    | 27,6 % | 33,3 % |
| Département    | 10,3 % | 12,9 % | 13,3 % |
| France entière | 8,3 %  | 10 %   | 10 %   |

En 2018, la population âgée de 15 à 64 ans s'élève à 19 personnes, parmi lesquelles on compte 77,8 % d'actifs (44,4 % ayant un emploi et 33,3 % de chômeurs) et 22,2 % d'inactifs,. En  2018, le taux de chômage communal (au sens du recensement) des 15-64 ans est supérieur à celui du département et de la France, alors qu'en 2008 la situation était inverse.
La commune fait partie de la couronne de l'aire d'attraction de Perpignan, du fait qu'au moins 15 % des actifs travaillent dans le pôle,. Elle compte 1 emplois en 2018, contre 6 en 2013 et 4 en 2008. Le nombre d'actifs ayant un emploi résidant dans la commune est de 9, soit un indicateur de concentration d'emploi de 12,5 % et un taux d'activité parmi les 15 ans ou plus de 35,9 %.
Sur ces 9 actifs de 15 ans ou plus ayant un emploi, 1 travaillent dans la commune, soit 13 % des habitants. Pour se rendre au travail, la totalité des habitants utilise un véhicule personnel ou de fonction à quatre roues.

### Activités
Deux établissements seulement relevant d’une activité hors champ de l’agriculture sont implantés  à Pézilla-de-Conflent au 31 décembre 2019.
Aucune exploitation agricole ayant son siège dans la commune n'est recensée lors du recensement agricole de 2020 (16 en 1988),.

## Culture locale et patrimoine

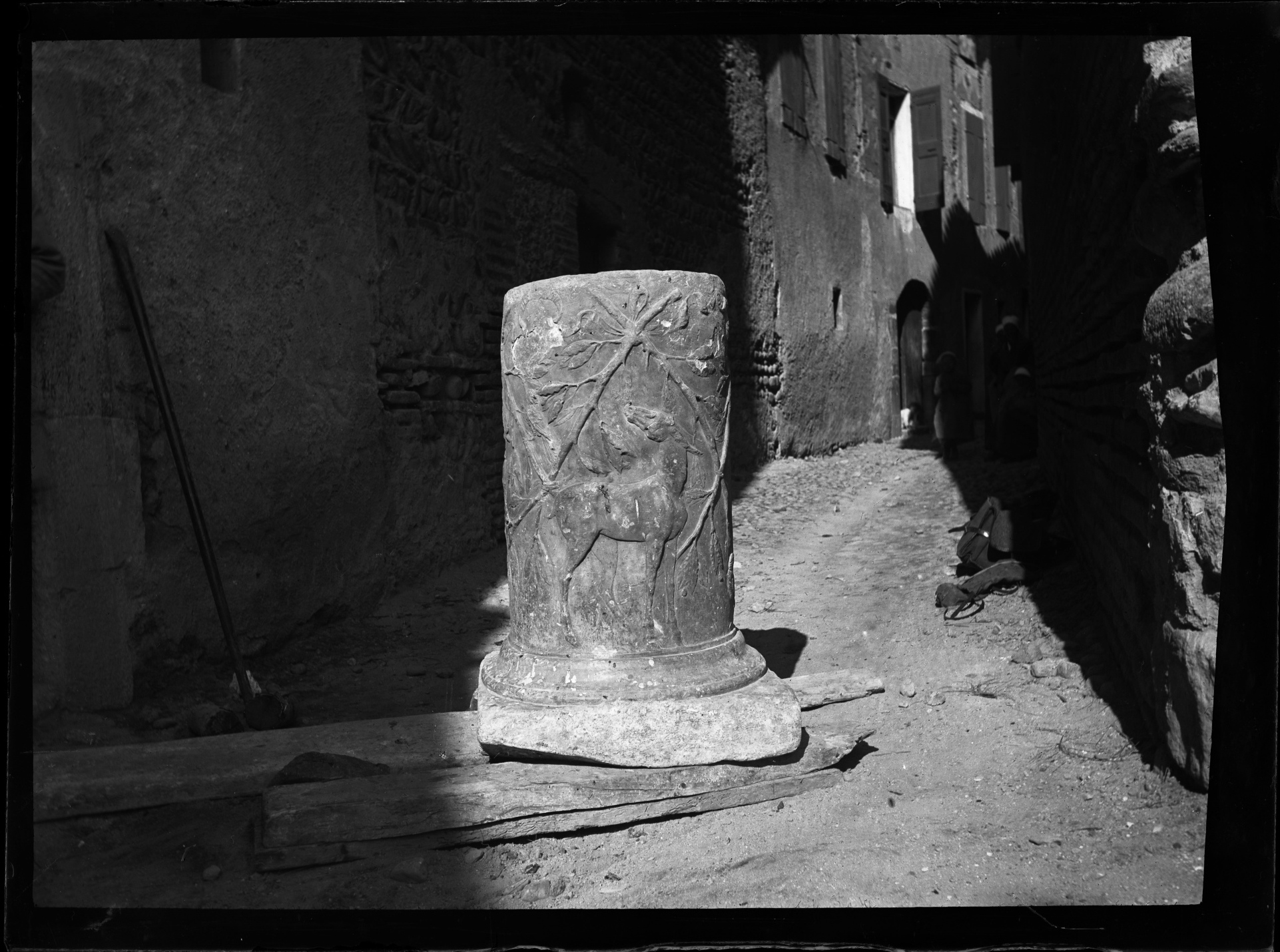
Autel de Diane. Photographie d'Eugène Trutat, conservée au muséum de Toulouse.

### Monuments et lieux touristiques
Pézilla-de-Conflent a la particularité de ne pas posséder de monument aux morts sur son territoire.
- L'église Saint-André de Pézilla-de-Conflent ;
- Le vieux moulin sur la Désix.

### Héraldique
| Blason de Pézilla-de-Conflent | Blason  | D'azur à neuf macles d'or posées 3, 3 et 3.      |
| Blason de Pézilla-de-Conflent | Détails | Le statut officiel du blason reste à déterminer. |